# Barbacenija
Barbacenija (lat. Barbacenia), rod polugrmova iz porodice velocijevki (Velloziaceae). Na popisu je preko 110 priznatih vrsta rasprostranjenih u tropskoj Južnoj Americi
Rod je opisan u Florae Lusitanicae et Brasiliensis Specimen 21. 1788.

## Vrste
1. Barbacenia amphirupia Mello-Silva & Andr.Cabral
2. Barbacenia arachnoidea R.J.V.Alves & N.G.Silva
3. Barbacenia areniticola R.J.V.Alves & N.G.Silva
4. Barbacenia aurea L.B.Sm. & Ayensu
5. Barbacenia bahiana L.B.Sm.
6. Barbacenia beauverdii Damazio
7. Barbacenia blackii L.B.Sm.
8. Barbacenia blanchetii Goethart & Henrard
9. Barbacenia brachycalyx Goethart & Henrard
10. Barbacenia brasiliensis Willd.
11. Barbacenia brevifolia Taub.
12. Barbacenia burlemarxii L.B.Sm. & Ayensu
13. Barbacenia caricina Goethart & Henrard
14. Barbacenia celiae Maguire
15. Barbacenia chlorantha L.B.Sm. & Ayensu
16. Barbacenia coccinea Mart. ex Schult. & Schult.f.
17. Barbacenia conicostigma Goethart & Henrard
18. Barbacenia contasana L.B.Sm. & Ayensu
19. Barbacenia coronata Ravenna
20. Barbacenia culta L.B.Sm. & Ayensu
21. Barbacenia curviflora Goethart & Henrard
22. Barbacenia cuspidata Goethart & Henrard
23. Barbacenia cyananthera L.B.Sm. & Ayensu
24. Barbacenia cylindrica L.B.Sm. & Ayensu
25. Barbacenia damaziana Beauverd
26. Barbacenia delicatula L.B.Sm. & Ayensu
27. Barbacenia ensifolia Mart. ex Schult. & Schult.f.
28. Barbacenia exscapa Mart.
29. Barbacenia fanniae (N.L.Menezes) Mello-Silva
30. Barbacenia filamentifera L.B.Sm. & Ayensu
31. Barbacenia flava Mart. ex Steud.
32. Barbacenia flavida Goethart & Henrard
33. Barbacenia foliosa Goethart & Henrard
34. Barbacenia fragrans Goethart & Henrard
35. Barbacenia fulva Goethart & Henrard
36. Barbacenia gardneri Seub.
37. Barbacenia gaveensis Goethart & Henrard
38. Barbacenia gentianoides Goethart & Henrard
39. Barbacenia glabra Goethart & Henrard
40. Barbacenia glauca Mart. ex Schult. & Schult.f.
41. Barbacenia glaucescens C.A.Ferreira-Junior & Andr.Cabral
42. Barbacenia glaziovii Goethart & Henrard
43. Barbacenia globata Goethart & Henrard
44. Barbacenia glutinosa Goethart & Henrard
45. Barbacenia goethartii Henrard
46. Barbacenia gounelleana Beauverd
47. Barbacenia graciliflora L.B.Sm.
48. Barbacenia graminifolia L.B.Sm.
49. Barbacenia grisea L.B.Sm.
50. Barbacenia hatschbachii L.B.Sm. & Ayensu
51. Barbacenia hilairei Goethart & Henrard
52. Barbacenia hirtiflora Goethart & Henrard
53. Barbacenia ignea Mart. ex Schult. & Schult.f.
54. Barbacenia inclinata Goethart & Henrard
55. Barbacenia involucrata L.B.Sm.
56. Barbacenia ionantha L.B.Sm.
57. Barbacenia irwiniana L.B.Sm.
58. Barbacenia itabirensis Goethart & Henrard
59. Barbacenia latifolia L.B.Sm. & Ayensu
60. Barbacenia leucopoda L.B.Sm.
61. Barbacenia lilacina Goethart & Henrard
62. Barbacenia longiflora Mart.
63. Barbacenia longiscapa Goethart & Henrard
64. Barbacenia luzulifolia Mart. ex Schult. & Schult.f.
65. Barbacenia lymansmithii Mello-Silva & N.L.Menezes
66. Barbacenia macrantha Lem.
67. Barbacenia mantiqueirae Goethart & Henrard
68. Barbacenia maritima Mello-Silva & Andr.Cabral
69. Barbacenia markgrafii Schulze-Menz
70. Barbacenia mellosilvae Andr.Cabral & C.A.Ferreira-Junior
71. Barbacenia minima L.B.Sm. & Ayensu
72. Barbacenia mollis Goethart & Henrard
73. Barbacenia monticola L.B.Sm. & Ayensu
74. Barbacenia nana L.B.Sm. & Ayensu
75. Barbacenia nanuzae L.B.Sm. & Ayensu
76. Barbacenia nigrimarginata L.B.Sm.
77. Barbacenia nuda L.B.Sm. & Ayensu
78. Barbacenia oxytepala Goethart & Henrard
79. Barbacenia pabstiana L.B.Sm. & Ayensu
80. Barbacenia pallida L.B.Sm. & Ayensu
81. Barbacenia paranaensis L.B.Sm.
82. Barbacenia piranga Mello-Silva
83. Barbacenia plantaginea L.B.Sm.
84. Barbacenia polyantha Goethart & Henrard
85. Barbacenia pulverulenta L.B.Sm. & Ayensu
86. Barbacenia pungens (N.L.Menezes & Semir) Mello-Silva
87. Barbacenia purpurea Hook.
88. Barbacenia rectifolia L.B.Sm. & Ayensu
89. Barbacenia reflexa L.B.Sm. & Ayensu
90. Barbacenia regis L.B.Sm.
91. Barbacenia riedeliana Goethart & Henrard
92. Barbacenia riparia (N.L.Menezes & Mello-Silva) Mello-Silva
93. Barbacenia rodriguesii (N.L.Menezes & Semir) Mello-Silva
94. Barbacenia rogieri T.Moore & Ayres
95. Barbacenia rubra L.B.Sm.
96. Barbacenia rubrovirens Mart.
97. Barbacenia salmonea L.B.Sm. & Ayensu
98. Barbacenia saxicola L.B.Sm. & Ayensu
99. Barbacenia schidigera Lem.
100. Barbacenia schwackei Goethart & Henrard
101. Barbacenia serracabralea Mello-Silva
102. Barbacenia sessiliflora L.B.Sm.
103. Barbacenia seubertiana Goethart & Henrard
104. Barbacenia spiralis L.B.Sm. & Ayensu
105. Barbacenia squamata Lindl.
106. Barbacenia stenophylla Goethart & Henrard
107. Barbacenia tocantinensis R.J.V.Alves & N.G.Silva
108. Barbacenia tomentosa Mart.
109. Barbacenia tricolor Mart.
110. Barbacenia trigona Goethart & Henrard
111. Barbacenia tuba Mello-Silva & N.L.Menezes
112. Barbacenia umbrosa L.B.Sm. & Ayensu
113. Barbacenia vandellii Pohl ex Seub.
114. Barbacenia vellozioides Mello-Silva
115. Barbacenia viscosissima Goethart & Henrard
116. Barbacenia williamsii L.B.Sm.
117. Barbacenia ×rogieri Moore & Ayres